# Avtomobilistična dirka Peking - Pariz 1907
Avtomobilistična dirka od Pekinga do Pariza 1907 je bila dolga okoli 16.000 km.
Nastala je iz izziva objavljenega v pariškem časopisu Le Matin 31. januarja 1907: »Kar je potrebno sedaj dokazati je, da lahko človek in avtomobil naredita karkoli in gresta kamorkoli. Ali obstaja kdo, ki bi to poletje potoval iz Pekinga v Pariz z avtomobilom?« Na dirko se je prijavilo štirinajst moštev, toda le pet jih je resnično poslalo svoje avtomobile na štart v Peking. Dirka je potekala kljub temu, da jo je komite dirke odpovedal. Edino pravilo je bilo, da prvi avtomobil v Parizu dobi nagrado veliko steklenico šampanjca Mumm. Dirka je potekala brez kakršne koli pomoči skozi predele, kjer ni bilo niti cest niti zemljevidov. Za potrebe dirke so kamele otovorjene z gorivom krenile iz Pekinga in ob progi so postavili začasne črpalke za tekmovalce. Dirka je potekala ob žicah telegrafa, zato je bila zelo dobro pokrita s strani časopisov. Vsak avtomobil je imel kot potnika novinarja, ki je stalno pošiljal poročila po telegrafu. 
V tistem času so bili avtomobili še razmeroma novi, v odročnih delih Azije, po katerih je potekala dirka, jih sploh še niso poznali. Poti med Pekingom in Bajkalskim jezerom do takrat sploh še ni nihče poskušal prepeljati z avtomobilom. Zmagal je Italijan Scipione Borghese iz znane družine Borghese, ki ga je spremljal novinar Luigi Barzini starejši. Med Moskvo in Sankt Peterburgom je celo lahko naredil ovinek in se udeležil večerje z moštvom, nato pa se je vrnil proti Moskvi nazaj na progo. Sprva dogodek sploh ni bil mišljen kot dirka, toda kmalu je to postal predvsem zaradi tehnične superiornosti italijanskega dirkalnika Itala (7.433 cm³ in 35/45 KM). 
Drugo mesto je osvojil Charles Goddard s Spykerjem, ki je bil v denarnih težavah, tako da si je dobil gorivo od ostalih, dirkalnik za dirko pa si je sposodil. Ob koncu dirke je bil celo aretiran zaradi prevare. Ostali dirkalniki pa so imeli neprimerno večje težave pri prebijanju čez blato, pesek in mostove, ki niso bili zgrajeni za avtomobile. Avtocikel Contal je obtičal v jarku v puščavi Gobi, posadko so rešili domačini, avtomobil pa je ostal tam. Leta 1908 je Barzini objavil knjigo z izčrpnim poročilom o dirki opremljeno s stotinami slik.

## Rezultati
1. Itala - princ Scipione Borghese in Ettore Guizzardi
2. Spyker - Charles Goddard in Jean du Taillis
3. Contal - Auguste Pons
4. DeDion - Georges Cormier
5. DeDion - Victor Collignon